# アブレシブ摩耗
アブレシブ摩耗（アブレシブまもう：Abrasive wear）とは、摩耗形態の一つで、摩擦面間に介在する異物により、その表面が削り取られる摩耗現象のこと。輝面摩耗、引っかき摩耗、ざらつき摩耗、凹凸摩耗、研削材摩耗ともいう。
摩擦する二面の硬さの差が大きく、硬い方の表面に粗い突起が存在する場合や、摩擦面間に硬い固形異物が介在した場合に生じる。前者を二元アブレシブ摩耗、後者を三元アブレシブ摩耗という。
C重油などの低質燃料には灰分が多く含まれており、三元アブレシブ摩耗の原因となりやすい。